# SG Zwickau
Die SG Zwickau war ein deutscher Fußballverein, welcher zur Zeit des Deutschen Reiches existierte. Er entstand 1939 aus der Fusion vom FC 02 Zwickau und dem Zwickauer SC. Nach dem Zweiten Weltkrieg wurde der Verein 1945 aufgelöst.

## Geschichte
Im Jahr 1939 schlossen sich der FC 02 Zwickau, welcher sich unter dem Namen FC 02 Schedewitz als Meister des Vogtland-Gaus für die Endrunde der Mitteldeutsche Fußballmeisterschaft 1916/17 qualifizierten, und dem Zwickauer SC zusammen und der neue Verein trug den Namen SG Zwickau.
Die Mannschaft spielte ab der Fusion in der Fußball-Bezirksklasse Plauen-Zwickau und stieg in der Saison 1942/43 in die Gauliga Sachsen auf. In der Saison 1943/44 belegten sie hinter den späteren deutschen Meister Dresdner SC den zweiten Platz und verpassten damit die Qualifikation für die deutsche Fußballmeisterschaft 1943/44. In der Saison 1944/45 traten sie in der Gauliga Sachsen in der Gruppe Westsachsen-Zwickau an. Die Saison wurde aber kriegsbedingt vorzeitig beendet. Im Jahr 1945 wurde der Verein aufgelöst.

## Erfolge
- Vizemeister in der Gauliga Sachsen: 1943/44
- Aufstieg in die Gauliga Sachsen: 1942/43

## Nachfolgevereine

Logo des FC 02 Zwickau

Nachdem der Club 1945 aufgelöst worden war, gründeten ehemalige Mitglieder die SG Zwickau-Süd. Nach mehreren Fusionen und Abspaltungen entstand die BSG Fortschritt Zwickau, welche zur DDR-Zeit unterklassig spielte. Die Fußballmannschaft konnte sich nie für die dritt- bzw. viertklassige Bezirksliga Karl-Marx-Stadt qualifizieren.
Nach der deutschen Wiedervereinigung gründeten die Mitglieder der BSG Fortschritt Zwickau den Fußballverein FC 02 Zwickau, welcher an die Fußballtradition vom SG Zwickau und vom FC 02 Zwickau anknüpfen soll. Heute (Stand 2008) spielt der Verein in der 2. Kreisklasse Zwickau.